# National Medal of Arts
National Medal of Arts (pt: Medalha Nacional das Artes) é uma honraria e um título criado pelo Congresso dos Estados Unidos em 1984, com o propósito de premiar artistas e patronos das artes. É a maior comenda individual conferida a um artista  em nome do povo norte-americano.
Anualmente, os premiados são selecionados  pelo National Endowment for the Arts e entregues à apreciação do presidente. A medalha é entregue em cerimônia oficial pelo Presidente dos Estados Unidos, na Casa Branca, em Washington D.C., em nome do Congresso.
A medalha de ouro, desenhada pelo escultor Robert Graham,  é concedida por "especial reconhecimento pela extraordinária contribuição à excelência, crescimento, apoio e disponibilidade das artes nos Estados Unidos."
Entre os agraciados de todas as áreas artísticas dos Estados Unidos desde 1984 estão Clint Eastwood, Jason Robards, Robert Redford,James Earl Jones, Meryl Streep, Stephen King, Helen Hayes, Olivia de Havilland, Frank Capra, Robert Wise, Bob Dylan, Ray Charles, Antoine "Fats" Domino, Aretha Franklin, Itzhak Perlman, Dolly Parton, Quincy Jones, Martha Graham, Twyla Tharp, Saul Bellow, Ray Bradbury, John Updike, Georgia O'Keeffe, Willem de Kooning, Les Paul e Jessye Norman, entre outros.

## Vencedores da Medalha nacional de Artes
| Ano                                 | Nome                                                 | Área                                                                           |                   |                          |
| ----------------------------------- | ---------------------------------------------------- | ------------------------------------------------------------------------------ | ----------------- | ------------------------ |
| 1985                                | Elliott Carter, Jr.                                  | compositor                                                                     |                   |                          |
| 1985                                | Ralph Ellison                                        | escritor                                                                       |                   |                          |
| 1985                                | Jose Ferrer                                          | ator                                                                           |                   |                          |
| 1985                                | Martha Graham                                        | dançarino, coreógrafo                                                          |                   |                          |
| 1985                                | Louise Nevelson                                      | escultor                                                                       |                   |                          |
| 1985                                | Georgia O'Keeffe                                     | pintor                                                                         |                   |                          |
| 1985                                | Leontyne Price                                       | soprano                                                                        |                   |                          |
| 1985                                | Dorothy Buffum Chandler                              | patrono de artes                                                               |                   |                          |
| 1985                                | Lincoln Kirstein                                     | patrono de artes                                                               |                   |                          |
| 1985                                | Paul Mellon                                          | patrono de artes                                                               |                   |                          |
| 1985                                | Alice Tully                                          | patrono de artes                                                               |                   |                          |
| 1985                                | Hallmark Cards, Inc.                                 | patrono corporativo de artes                                                   |                   |                          |
| 1986                                | Marian Anderson                                      | cantora de ópera                                                               |                   |                          |
| 1986                                | Frank Capra                                          | realizador de cinema                                                           |                   |                          |
| 1986                                | Aaron Copland                                        | compositor                                                                     |                   |                          |
| 1986                                | Willem de Kooning                                    | pintor                                                                         |                   |                          |
| 1986                                | Agnes de Mille                                       | coreógrafo                                                                     |                   |                          |
| 1986                                | Eva Le Gallienne                                     | atriz, realizadora, escritora                                                  |                   |                          |
| 1986                                | Alan Lomax                                           | folclorista, acadêmico                                                         |                   |                          |
| 1986                                | Lewis Mumford                                        | filósofo, crítico literário                                                    |                   |                          |
| 1986                                | Eudora Welty                                         | escritor                                                                       |                   |                          |
| 1986                                | Dominique de Menil                                   | patrono de artes                                                               |                   |                          |
| 1986                                | Exxon Corporation                                    | patrono corporativo de artes                                                   |                   |                          |
| 1986                                | Seymour H. Knox II                                   | patrono de artes                                                               |                   |                          |
| 1987                                | Romare Bearden                                       | pintor                                                                         |                   |                          |
| 1987                                | Ella Fitzgerald                                      | cantora                                                                        |                   |                          |
| 1987                                | Howard Nemerov                                       | escritor, acadêmico                                                            |                   |                          |
| 1987                                | Alwin Nikolais                                       | dançarino, coreógrafo                                                          |                   |                          |
| 1987                                | Isamu Noguchi                                        | escultor                                                                       |                   |                          |
| 1987                                | William Schuman                                      | compositor                                                                     |                   |                          |
| 1987                                | Robert Penn Warren                                   | escritor, poeta                                                                |                   |                          |
| 1987                                | J. W. Fisher                                         | patrono de artes                                                               |                   |                          |
| 1987                                | Armand Hammer                                        | patrono de artes                                                               |                   |                          |
| 1987                                | Sydney Lewis                                         | patrono de artes                                                               |                   |                          |
| 1988                                | Saul Bellow                                          | escritor                                                                       |                   |                          |
| 1988                                | Helen Hayes                                          | atriz                                                                          |                   |                          |
| 1988                                | Gordon Parks                                         | fotógrafo, realizador de filmes                                                |                   |                          |
| 1988                                | I.M. Pei                                             | arquiteto                                                                      |                   |                          |
| 1988                                | Jerome Robbins                                       | dançarino, coreógrafo                                                          |                   |                          |
| 1988                                | Rudolf Serkin                                        | pianista                                                                       |                   |                          |
| 1988                                | Virgil Thomson                                       | compositor, crítico musical                                                    |                   |                          |
| 1988                                | Sydney J. Freedberg                                  | historiador de arte, curador                                                   |                   |                          |
| 1988                                | Roger L. Stevens                                     | administrador de artes                                                         |                   |                          |
| 1988                                | Brooke Astor                                         | patrono de artes                                                               |                   |                          |
| 1988                                | Francis Goelet                                       | patrono de música                                                              |                   |                          |
| 1988                                | Obert Clark Tanner                                   | patrono de artes                                                               |                   |                          |
| 1989                                | Leopold Adler                                        | preservacionista, líder civil                                                  |                   |                          |
| 1989                                | Katherine Dunham                                     | dançarino, coreógrafo                                                          |                   |                          |
| 1989                                | Alfred Eisenstaedt                                   | fotógrafo                                                                      |                   |                          |
| 1989                                | Martin Friedman                                      | diretor de museu                                                               |                   |                          |
| 1989                                | Leigh Gerdine                                        | patrono de artes, líder civil                                                  |                   |                          |
| 1989                                | John Birks "Dizzy" Gillespie                         | trompetista de jazz                                                            |                   |                          |
| 1989                                | Walker Hancock                                       | escultor                                                                       |                   |                          |
| 1989                                | Vladimir Horowitz                                    | pianista (póstumo)                                                             |                   |                          |
| 1989                                | Czesław Miłosz                                       | escritor                                                                       |                   |                          |
| 1989                                | Robert Motherwell                                    | pintor                                                                         |                   |                          |
| 1989                                | John Updike                                          | escritor                                                                       |                   |                          |
| 1989                                | Dayton Hudson Corporation                            | patrono corporativo de artes                                                   |                   |                          |
| 1990                                | George Abbott                                        | produtor                                                                       |                   |                          |
| 1990                                | Hume Cronyn                                          | ator                                                                           |                   |                          |
| 1990                                | Jessica Tandy                                        | atriz                                                                          |                   |                          |
| 1990                                | Merce Cunningham                                     | coreógrafo e diretor de companhia de dança                                     |                   |                          |
| 1990                                | Jasper Johns                                         | pintor e escultor                                                              |                   |                          |
| 1990                                | Jacob Lawrence                                       | pintor                                                                         |                   |                          |
| 1990                                | Riley "B.B." King                                    | músico de blues                                                                |                   |                          |
| 1990                                | David Lloyd Kreeger                                  | patrono de artes                                                               |                   |                          |
| 1990                                | Harris & Carroll Sterling Masterson                  | patrono de artes                                                               |                   |                          |
| 1990                                | Ian McHarg                                           | arquiteto paisagista                                                           |                   |                          |
| 1990                                | Beverly Sills                                        | cantor de ópera                                                                |                   |                          |
| 1990                                | Southeastern Bell Corporation                        | patrono corporativo de artes                                                   |                   |                          |
| 1991                                | Maurice Abravanel                                    | realizador musical e maestro                                                   |                   |                          |
| 1991                                | Roy Acuff                                            | cantor country                                                                 |                   |                          |
| 1991                                | Pietro Belluschi                                     | arquiteto                                                                      |                   |                          |
| 1991                                | J. Carter Brown                                      | diretor de museu                                                               |                   |                          |
| 1991                                | Charles "Honi" Coles                                 | dançarino de sapateado                                                         |                   |                          |
| 1991                                | John O. Crosby                                       | diretor de ópera, maestro, administrador                                       |                   |                          |
| 1991                                | Richard Diebenkorn                                   | pintor                                                                         |                   |                          |
| 1991                                | R. Philip Hanes                                      | patrono de artes                                                               |                   |                          |
| 1991                                | Kitty Carlisle Hart                                  | atriz, cantora e administradora de artes                                       | Pearl Primus      | coreógrafo e antropólogo |
| 1991                                | Isaac Stern                                          | violinista                                                                     |                   |                          |
| 1991                                | Texaco Inc.                                          | patrono corporativo de artes                                                   |                   |                          |
| 1991                                | 1992                                                 | Marilyn Horne                                                                  | cantora de ópera  |                          |
| James Earl Jones                    | 1992                                                 | ator                                                                           |                   |                          |
| Allan Houser                        | 1992                                                 | escultor                                                                       |                   |                          |
| Minnie Pearl                        | 1992                                                 | comediante                                                                     |                   |                          |
| Robert Saudek                       | 1992                                                 | produtor televisivo, diretor fundador do Museu de Transmissão                  | Earl Scruggs      | músico de banjo          |
| Robert Shaw                         | 1992                                                 | maestro de orquestra, diretor de coro                                          |                   |                          |
| Billy Taylor                        | 1992                                                 | pianista de jazz                                                               |                   |                          |
| Robert Venturi e Denise Scott Brown | 1992                                                 | arquitetos                                                                     |                   |                          |
| Robert Wise                         | 1992                                                 | realizador                                                                     |                   |                          |
| AT&T Inc.                           | 1992                                                 | patrono corporativo de artes                                                   |                   |                          |
| Lila Wallace (Reader's Digest Fund) | 1992                                                 | patrono fundador de artes                                                      |                   |                          |
| 1993                                | 1992                                                 | Walter e Leonore Annenberg                                                     | patronos de artes |                          |
| 1993                                | Cabell "Cab" Calloway                                | cantor e líder de banda                                                        |                   |                          |
| 1993                                | Ray Charles                                          | cantor e músico                                                                |                   |                          |
| 1993                                | Bess Lomax Hawes                                     | folclorista                                                                    |                   |                          |
| 1993                                | Stanley Kunitz                                       | poeta e educador                                                               |                   |                          |
| 1993                                | Robert Merrill                                       | barítono                                                                       |                   |                          |
| 1993                                | Arthur Miller                                        | dramaturgo                                                                     |                   |                          |
| 1993                                | Robert Rauschenberg                                  | artista                                                                        |                   |                          |
| 1993                                | Lloyd Richards                                       | diretor de teatro                                                              |                   |                          |
| 1993                                | William Styron                                       | escritor                                                                       |                   |                          |
| 1993                                | Paul Taylor                                          | dançarino e coreógrafo                                                         |                   |                          |
| 1993                                | Billy Wilder                                         | realizador, escritor e produtor                                                |                   |                          |
| 1994                                | Harry Belafonte                                      | cantor e ator                                                                  |                   |                          |
| 1994                                | Dave Brubeck                                         | músico de jazz                                                                 |                   |                          |
| 1994                                | Celia Cruz                                           | cantor                                                                         |                   |                          |
| 1994                                | Dorothy DeLay                                        | professor de violino                                                           |                   |                          |
| 1994                                | Julie Harris                                         | atriz                                                                          |                   |                          |
| 1994                                | Erick Hawkins                                        | coreógrafo                                                                     |                   |                          |
| 1994                                | Gene Kelly                                           | ator e dançarino                                                               |                   |                          |
| 1994                                | Pete Seeger                                          | compositor, letrista, vocalista, músico de banjo                               |                   |                          |
| 1994                                | Catherine Filene Shouse                              | patrono de artes                                                               |                   |                          |
| 1994                                | Wayne Thiebaud                                       | artista, professor                                                             |                   |                          |
| 1994                                | Richard Wilbur                                       | poeta, professor, crítico, tradutor literário                                  |                   |                          |
| 1994                                | Young Audiences                                      | apresentador de artes                                                          |                   |                          |
| 1995                                | Licia Albanese                                       | cantor de ópera                                                                |                   |                          |
| 1995                                | Gwendolyn Brooks                                     | poeta                                                                          |                   |                          |
| 1995                                | B. Gerald e Iris Cantor                              | patronos de artes                                                              |                   |                          |
| 1995                                | Ossie Davis e Ruby Dee                               | atores                                                                         |                   |                          |
| 1995                                | David Diamond                                        | compositor                                                                     |                   |                          |
| 1995                                | James Ingo Freed                                     | arquiteto                                                                      |                   |                          |
| 1995                                | Bob Hope                                             | entertainer                                                                    |                   |                          |
| 1995                                | Roy Lichtenstein                                     | pintor, escultor                                                               |                   |                          |
| 1995                                | Arthur Mitchell                                      | dançarino, coreógrafo                                                          |                   |                          |
| 1995                                | Bill Monroe                                          | músico de bluegrass                                                            |                   |                          |
| 1995                                | Urban Gateways                                       | organização de educação musicial                                               |                   |                          |
| 1996                                | Edward Albee                                         | dramaturgo                                                                     |                   |                          |
| 1996                                | Sarah Caldwell                                       | maestro de ópera                                                               |                   |                          |
| 1996                                | Harry Callahan                                       | fotógrafo                                                                      |                   |                          |
| 1996                                | Zelda Fichandler                                     | diretor de teatro, produtor, educador                                          |                   |                          |
| 1996                                | Eduardo "Lalo" Guerrero                              | compositor, músico                                                             |                   |                          |
| 1996                                | Lionel Hampton                                       | músico, líder de banda                                                         |                   |                          |
| 1996                                | Bella Lewitzky                                       | dançarino, coreógrafo, professor                                               |                   |                          |
| 1996                                | Vera List                                            | patrono de artes                                                               |                   |                          |
| 1996                                | Robert Redford                                       | ator, realizador, produtor                                                     |                   |                          |
| 1996                                | Maurice Sendak                                       | escritor, ilustrador, designer                                                 |                   |                          |
| 1996                                | Stephen Sondheim                                     | compositor, letrista                                                           |                   |                          |
| 1996                                | Boys Choir of Harlem                                 | grupo jovem de artes performativas                                             |                   |                          |
| 1997                                | Louise Bourgeois                                     | escultor                                                                       |                   |                          |
| 1997                                | Betty Carter                                         | vocalista de jazz                                                              |                   |                          |
| 1997                                | Agnes Gund                                           | patrono de artes                                                               |                   |                          |
| 1997                                | Daniel Urban Kiley                                   | arquiteto paisagista                                                           |                   |                          |
| 1997                                | Angela Lansbury                                      | atriz                                                                          |                   |                          |
| 1997                                | James Levine                                         | maestro de ópera, pianista                                                     |                   |                          |
| 1997                                | Tito Puente                                          | percussionista latino, músico                                                  |                   |                          |
| 1997                                | Jason Robards                                        | ator                                                                           |                   |                          |
| 1997                                | Edward Villella                                      | dançarino, coreógrafo                                                          |                   |                          |
| 1997                                | Doc Watson                                           | guitarrista de bluegrass, vocalista                                            |                   |                          |
| 1997                                | MacDowell Colony                                     | colônia de artistas                                                            |                   |                          |
| 1998                                | Jacques d'Amboise                                    | dançarino, coreógrafo, educador                                                |                   |                          |
| 1998                                | Antoine "Fats" Domino                                | pianista e cantor rock 'n' roll                                                |                   |                          |
| 1998                                | Ramblin' Jack Elliott                                | cantor folk, compositor                                                        |                   |                          |
| 1998                                | Frank Gehry                                          | arquiteto                                                                      |                   |                          |
| 1998                                | Barbara Handman                                      | defensor das artes                                                             |                   |                          |
| 1998                                | Agnes Martin                                         | artista visual                                                                 |                   |                          |
| 1998                                | Gregory Peck                                         | ator, produtor                                                                 |                   |                          |
| 1998                                | Roberta Peters                                       | cantora de ópera                                                               |                   |                          |
| 1998                                | Philip Roth                                          | escritor                                                                       |                   |                          |
| 1998                                | Sara Lee Corporation                                 | patrono corporativo das artes                                                  |                   |                          |
| 1998                                | Steppenwolf Theatre Company                          | organização artística                                                          |                   |                          |
| 1998                                | Gwen Verdon                                          | atriz, dançarina                                                               |                   |                          |
| 1999                                | Irene Diamond                                        | patrono de artes                                                               |                   |                          |
| 1999                                | Aretha Franklin                                      | cantora                                                                        |                   |                          |
| 1999                                | Michael Graves                                       | arquiteto, designer                                                            |                   |                          |
| 1999                                | Odetta                                               | cantora, historiadora de música                                                |                   |                          |
| 1999                                | The Juilliard School                                 | escola de artes performativas                                                  |                   |                          |
| 1999                                | Norman Lear                                          | produtor, escritor, realizador, defensor                                       |                   |                          |
| 1999                                | Rosetta LeNoire                                      | atriz, produtora                                                               |                   |                          |
| 1999                                | Harvey Lichtenstein                                  | administrador de artes                                                         |                   |                          |
| 1999                                | Lydia Mendoza                                        | cantora                                                                        |                   |                          |
| 1999                                | George Segal                                         | escultor                                                                       |                   |                          |
| 1999                                | Maria Tallchief                                      | bailarina                                                                      |                   |                          |
| 2000                                | Maya Angelou                                         | poetisa, escritora                                                             |                   |                          |
| 2000                                | Eddy Arnold                                          | cantor de country                                                              |                   |                          |
| 2000                                | Mikhail Baryshnikov                                  | dançarino e realizador                                                         |                   |                          |
| 2000                                | Benny Carter                                         | músico de jazz                                                                 |                   |                          |
| 2000                                | Chuck Close                                          | pintor                                                                         |                   |                          |
| 2000                                | Horton Foote                                         | dramaturgo, guionista                                                          |                   |                          |
| 2000                                | Lewis Manilow                                        | patrono de artes                                                               |                   |                          |
| 2000                                | National Public Radio, cultural programming division | transmissor                                                                    |                   |                          |
| 2000                                | Claes Oldenburg                                      | escultor                                                                       |                   |                          |
| 2000                                | Itzhak Perlman                                       | violinista                                                                     |                   |                          |
| 2000                                | Harold Prince                                        | diretor de teatro, produtor                                                    |                   |                          |
| 2000                                | Barbra Streisand                                     | atriz, cantora e realizadora                                                   |                   |                          |
| 2001                                | Alvin Ailey Dance Foundation                         | escola e companhia de dança moderna                                            |                   |                          |
| 2001                                | Rudolfo Anaya                                        | escritor                                                                       |                   |                          |
| 2001                                | Johnny Cash                                          | cantor e compositor                                                            |                   |                          |
| 2001                                | Kirk Douglas                                         | ator                                                                           |                   |                          |
| 2001                                | Helen Frankenthaler                                  | pintor                                                                         |                   |                          |
| 2001                                | Judith Jamison                                       | diretora artística, coreógrafa, dançarina                                      |                   |                          |
| 2001                                | Yo-Yo Ma                                             | celtista                                                                       |                   |                          |
| 2001                                | Mike Nichols                                         | realizador, produtor                                                           |                   |                          |
| 2002                                | Florence Knoll Bassett                               | arquiteto                                                                      |                   |                          |
| 2002                                | Trisha Brown                                         | diretor artístico, coreógrafo, dançarino                                       |                   |                          |
| 2002                                | Philippe de Montebello                               | diretor de museu                                                               |                   |                          |
| 2002                                | Uta Hagen                                            | atriz, professora de representação                                             |                   |                          |
| 2002                                | Lawrence Halprin                                     | arquiteto paisagista                                                           |                   |                          |
| 2002                                | Al Hirschfeld                                        | artista, ilustrador                                                            |                   |                          |
| 2002                                | George Jones                                         | cantor                                                                         |                   |                          |
| 2002                                | Ming Cho Lee                                         | designer de teatro                                                             |                   |                          |
| 2002                                | William "Smokey" Robinson                            | compositor, músico                                                             |                   |                          |
| 2003                                | Austin City Limits                                   | programa televisivo da PBS                                                     |                   |                          |
| 2003                                | Beverly Cleary                                       | escritor                                                                       |                   |                          |
| 2003                                | Rafe Esquith                                         | educador artístico                                                             |                   |                          |
| 2003                                | Suzanne Farrell                                      | dançarino, coreógrafo, diretor de companhia, educador                          |                   |                          |
| 2003                                | Buddy Guy                                            | músico de blues                                                                |                   |                          |
| 2003                                | Ron Howard                                           | ator, realizador e produtor                                                    |                   |                          |
| 2003                                | Mormon Tabernacle Choir                              | grupo coral                                                                    |                   |                          |
| 2003                                | Leonard Slatkin                                      | maestro de orquestra sinfónica                                                 |                   |                          |
| 2003                                | George Strait                                        | cantor country, compositor                                                     |                   |                          |
| 2003                                | Tommy Tune                                           | dançarino, ator, coreógrafo, diretor                                           |                   |                          |
| 2004                                | Andrew W. Mellon Foundation                          | fundação filantrópica                                                          |                   |                          |
| 2004                                | Ray Bradbury                                         | autor                                                                          |                   |                          |
| 2004                                | Carlisle Floyd                                       | compositor de ópera                                                            |                   |                          |
| 2004                                | Frederick Hart                                       | escultor (póstumo)                                                             |                   |                          |
| 2004                                | Anthony Hecht                                        | poeta                                                                          |                   |                          |
| 2004                                | John Ruthven                                         | artista da natureza                                                            |                   |                          |
| 2004                                | Vincent Scully                                       | historiador de arquitetura e educador                                          |                   |                          |
| 2004                                | Twyla Tharp                                          | coreógrafa de dança contemporânea                                              |                   |                          |
| 2005                                | Louis Auchincloss                                    | autor                                                                          |                   |                          |
| 2005                                | James DePreist                                       | maestro de orquestra sinfónica                                                 |                   |                          |
| 2005                                | Paquito D'Rivera                                     | músico de jazz                                                                 |                   |                          |
| 2005                                | Robert Duvall                                        | ator                                                                           |                   |                          |
| 2005                                | Leonard Garment                                      | defensor das artes                                                             |                   |                          |
| 2005                                | Ollie Johnston                                       | artista pioneiro de cinema e artista                                           |                   |                          |
| 2005                                | Wynton Marsalis                                      | músico de jazz e educador                                                      |                   |                          |
| 2005                                | Pennsylvania Academy of the Fine Arts                | educação artística                                                             |                   |                          |
| 2005                                | Tina Ramirez                                         | dançarina e coreógrafa                                                         |                   |                          |
| 2005                                | Dolly Parton                                         | cantora e compositora                                                          |                   |                          |
| 2006                                | William Bolcom                                       | compositor                                                                     |                   |                          |
| 2006                                | Cyd Charisse                                         | atriz e dançarina                                                              |                   |                          |
| 2006                                | Roy DeCarava                                         | fotógrafo                                                                      |                   |                          |
| 2006                                | Wilhelmina Holladay                                  | patrono de artes                                                               |                   |                          |
| 2006                                | Interlochen Center for the Arts                      | colégio interno de artes baseado em campos de artes de verão e inverno         |                   |                          |
| 2006                                | Erich Kunzel                                         | maestro                                                                        |                   |                          |
| 2006                                | Preservation Hall Jazz Band                          | conjunto de jazz                                                               |                   |                          |
| 2006                                | Gregory Rabassa                                      | tradutor literário                                                             |                   |                          |
| 2006                                | Viktor Schreckengost                                 | designer industrial / escultor                                                 |                   |                          |
| 2006                                | Ralph Stanley                                        | músico de bluegrass                                                            |                   |                          |
| 2007                                | Morten Lauridsen                                     | compositor                                                                     |                   |                          |
| 2007                                | N. Scott Momaday                                     | autor                                                                          |                   |                          |
| 2007                                | Craig Noel                                           | realizador                                                                     |                   |                          |
| 2007                                | Roy Neuberger                                        | patrono de artes                                                               |                   |                          |
| 2007                                | Les Paul                                             | pioneiro de guitarra elétrica                                                  |                   |                          |
| 2007                                | Henry Z. Steinway                                    | patrono de artes                                                               |                   |                          |
| 2007                                | George Tooker                                        | pintor                                                                         |                   |                          |
| 2007                                | Lionel Hampton Jazz Festival (University of Idaho)   | festival de música                                                             |                   |                          |
| 2007                                | Andrew Wyeth                                         | pintor                                                                         |                   |                          |
| 2008                                | Stan Lee                                             | escritor, editor e criador de muitos livros de banda desenhada                 |                   |                          |
| 2008                                | Richard M. Sherman                                   | compositor                                                                     |                   |                          |
| 2008                                | Robert B. Sherman                                    | compositor                                                                     |                   |                          |
| 2008                                | Olivia de Havilland                                  | atriz                                                                          |                   |                          |
| 2008                                | Hank Jones                                           | pianista de jazz                                                               |                   |                          |
| 2008                                | Jesús Moroles                                        | escultor                                                                       |                   |                          |
| 2008                                | Ford's Theatre Society                               | organização histórica de teatro                                                |                   |                          |
| 2008                                | Fisk Jubilee Singers, (Fisk University)              | grupo coral Afro-americano                                                     |                   |                          |
| 2008                                | José Limón Dance Foundation                          | trupe de dança                                                                 |                   |                          |
| 2008                                | The Presser Foundation                               | organização musical filantrópica                                               |                   |                          |
| 2009                                | Bob Dylan                                            | cantor e compositor                                                            |                   |                          |
| 2009                                | Clint Eastwood                                       | ator e realizador                                                              |                   |                          |
| 2009                                | Milton Glaser                                        | designer gráfico                                                               |                   |                          |
| 2009                                | Maya Lin                                             | artista e arquiteto                                                            |                   |                          |
| 2009                                | Rita Moreno                                          | atriz                                                                          |                   |                          |
| 2009                                | Jessye Norman                                        | soprano                                                                        |                   |                          |
| 2009                                | Joseph P. Riley, Jr.                                 | presidente de Câmara Municipal                                                 |                   |                          |
| 2009                                | Frank Stella                                         | artista                                                                        |                   |                          |
| 2009                                | Michael Tilson Thomas                                | maestro                                                                        |                   |                          |
| 2009                                | John Williams                                        | compositor, maestro e pianista                                                 |                   |                          |
| 2009                                | Oberlin Conservatory of Music                        |                                                                                |                   |                          |
| 2009                                | School of American Ballet                            |                                                                                |                   |                          |
| 2010                                | Robert Brustein                                      | diretor de teatro e produtor                                                   |                   |                          |
| 2010                                | Van Cliburn                                          | pianista clássico                                                              |                   |                          |
| 2010                                | Mark di Suvero                                       | escultor                                                                       |                   |                          |
| 2010                                | Donald Hall                                          | poeta                                                                          |                   |                          |
| 2010                                | Jacob's Pillow Dance Festival                        |                                                                                |                   |                          |
| 2010                                | Quincy Jones                                         | compositor e produtor musical                                                  |                   |                          |
| 2010                                | Harper Lee                                           | romancista                                                                     |                   |                          |
| 2010                                | Sonny Rollins                                        | músico de jazz                                                                 |                   |                          |
| 2010                                | Meryl Streep                                         | atriz                                                                          |                   |                          |
| 2010                                | James Taylor                                         | cantor e compositor                                                            |                   |                          |
| 2011                                | Will Barnet                                          | artista                                                                        |                   |                          |
| 2011                                | Rita Dove                                            | poetisa                                                                        |                   |                          |
| 2011                                | Al Pacino                                            | actor                                                                          |                   |                          |
| 2011                                | Emily Rauh Pulitzer                                  | patrono de artes                                                               |                   |                          |
| 2011                                | Martin Puryear                                       | escultor                                                                       |                   |                          |
| 2011                                | Mel Tillis                                           | cantor e compositor                                                            |                   |                          |
| 2011                                | United Service Organization (USO)                    | fornece programas e entretenimento aos militares dos E.U.A. e às suas famílias |                   |                          |
| 2011                                | André Watts                                          | pianista clássico                                                              |                   |                          |
| 2012                                | Herb Alpert                                          | músico                                                                         |                   |                          |
| 2012                                | Lin Arison                                           | defensor da educação artística                                                 |                   |                          |
| 2012                                | Joan Myers Brown                                     | dançarina, coreógrafo e diretor artístico                                      |                   |                          |
| 2012                                | Renée Fleming                                        | cantor de ópera                                                                |                   |                          |
| 2012                                | Ernest Gaines                                        | autor e professor                                                              |                   |                          |
| 2012                                | Ellsworth Kelly                                      | artista                                                                        |                   |                          |
| 2012                                | Tony Kushner                                         | dramaturgo                                                                     |                   |                          |
| 2012                                | George Lucas                                         | realizador de cinema                                                           |                   |                          |
| 2012                                | Elaine May                                           | atriz e realizadora                                                            |                   |                          |
| 2012                                | Laurie Olin                                          | arquiteta paisagista                                                           |                   |                          |
| 2012                                | Allen Toussaint                                      | compositor, produtor e artista                                                 |                   |                          |
| 2012                                | Washington Performing Arts Society                   | apresentador de artes                                                          |                   |                          |
| 2013                                | Julia Alvarez                                        | romancista, poetisa e ensaísta                                                 |                   |                          |
| 2013                                | Brooklyn Academy of Music                            | apresentador                                                                   |                   |                          |
| 2013                                | Joan Harris                                          | patrono de artes                                                               |                   |                          |
| 2013                                | Bill T. Jones                                        | dançarino e coreógrafo                                                         |                   |                          |
| 2013                                | John Kander                                          | compositor musical de teatro                                                   |                   |                          |
| 2013                                | Jeffrey Katzenberg                                   | diretor e CEO da Dreamworks                                                    |                   |                          |
| 2013                                | Maxine Hong Kingston                                 | escritora                                                                      |                   |                          |
| 2013                                | Albert Maysles                                       | realizador de documentários                                                    |                   |                          |
| 2013                                | Linda Ronstadt                                       | músico                                                                         |                   |                          |
| 2013                                | Billie Tsien & Tod Williams                          | arquitetos                                                                     |                   |                          |
| 2013                                | James Turrell                                        | artista visual                                                                 |                   |                          |
| 2014                                | John Baldessari                                      | artista visual                                                                 |                   |                          |
| 2014                                | Ping Chong                                           | diretor teatral, coreógrafo, artista de vídeo e instalações                    |                   |                          |
| 2014                                | Miriam Colón                                         | atriz                                                                          |                   |                          |
| 2014                                | The Doris Duke Charitable Foundation                 | apoiante da expressão criativa por todo o país                                 |                   |                          |
| 2014                                | Sally Field                                          | atriz e realizadora                                                            |                   |                          |
| 2014                                | Ann Hamilton                                         | artista visual                                                                 |                   |                          |
| 2014                                | Stephen King                                         | autor                                                                          |                   |                          |
| 2014                                | Meredith Monk                                        | compositora, cantora e artista                                                 |                   |                          |
| 2014                                | George Shirley                                       | tenor                                                                          |                   |                          |
| 2014                                | University Musical Society                           | levou as artes performativas às comunidades no Michigan                        |                   |                          |
| 2014                                | Tobias Wolff                                         | autor e educador                                                               |                   |                          |